# Acomys louisae
Acomys louisae es una especie de roedor de la familia Muridae.

## Distribución geográfica
Se encuentra en Yibuti Etiopía, Kenia y Somalia.

## Hábitat
Su hábitat natural son: sabanas áridas, campos de gramíneas 
tropicales o subtropicales tierras bajas y secas y zonas rocosas.